# Solange Witteveen
Solange Marilú Witteveen (ur. 6 lutego 1976 w Buenos Aires) – argentyńska lekkoatletka specjalizująca się w skoku wzwyż. Złota medalistka igrzysk panamerykańskich, mistrzostw Ameryki Południowej, mistrzostw ibero-amerykańskich i igrzysk południowoamerykańskich, medalistka uniwersjady, dwukrotna olimpijka (Sydney, Ateny), wielokrotna uczestniczka mistrzostw świata na stadionie i w hali. Rekordzistka Ameryki Południowej w skoku wzwyż.

## Przebieg kariery
W pierwszej połowie lat 90. XX wieku występowała w licznych międzynarodowych zmaganiach lekkoatletycznych dla juniorów, m.in. zdobyła złoty medal w skoku wzwyż na mistrzostwach kontynentu U-20 w Puerto La Cruz oraz brązowy medal mistrzostw panamerykańskich U-20 w konkurencji skoku w dal. W 1997 wystąpiła na mistrzostwach świata zarówno w hali, jak i na stadionie, w obu startach zajęła 10. pozycję w eliminacjach i odpadła z dalszej rywalizacji. W 1998 została złotą medalistką igrzysk Ameryki Południowej. Rok później w konkurencji skoku wzwyż sięgnęła po złoty medal igrzysk panamerykańskich oraz po brązowy medal uniwersjady.
Brała udział w igrzyskach olimpijskich w Sydney, gdzie zajęła 10. pozycję w eliminacjach z wynikiem 1,89 m. W 2001 zdobyła złoty medal mistrzostw Ameryki Południowej, który został jej później odebrany z powodu wykrycia substancji dopingowej w organizmie zawodniczki.
Uczestniczyła w igrzyskach olimpijskich w Atenach, na których podobnie jak cztery lata wcześniej odpadła w fazie eliminacji, zajmując w swej kolejce 10. pozycję z wynikiem 1,89 m.
W kolejnych latach kariery głównie zdobywała srebrne medale mistrzostw Ameryki Południowej. Po raz ostatni uczyniła to podczas czempionatu w Limie, który miał miejsce w 2009 roku.
W latach 1999, 2001 oraz 2004-2005 zdobywała tytuły mistrzyni Argentyny, wszystkie w konkurencji skoku wzwyż.

## Osiągnięcia
| Rok     | Zawody                                             | Miasto            | Miejsce | Konkurencja                | Wynik  |
| ------- | -------------------------------------------------- | ----------------- | ------- | -------------------------- | ------ |
| 1992    | Mistrzostwa Ameryki Południowej juniorów młodszych | Santiago          | 2.      | skok wzwyż                 | 1,70 = |
| 1993    | Mistrzostwa Ameryki Południowej juniorów           | Puerto La Cruz    | 1.      | skok wzwyż                 | 1,75   |
| 1994    | Mistrzostwa Ameryki Południowej juniorów           | Santa Fe          | 2.      | skok wzwyż                 | 1,76   |
| 1995    | Mistrzostwa panamerykańskie juniorów               | Santiago          | 3.      | skok w dal                 | 5,67   |
| 1995    | Mistrzostwa Ameryki Południowej juniorów           | Santiago          | 2.      | skok wzwyż                 | 1,74   |
| 1995    | Mistrzostwa Ameryki Południowej juniorów           | Santiago          | 3.      | skok o tyczce              | 2,60   |
| 1995    | Mistrzostwa Ameryki Południowej juniorów           | Santiago          | 3.      | skok w dal                 | 5,64   |
| 1997    | Halowe mistrzostwa świata                          | Paryż             | 10. H   | skok wzwyż                 | 1,80   |
| 1997    | Mistrzostwa Ameryki Południowej                    | Mar del Plata     | 1.      | skok wzwyż                 | 1,89 = |
| 1997    | Mistrzostwa świata                                 | Ateny             | 10. H   | skok wzwyż                 | 1,92   |
| 1997    | Uniwersjada                                        | Katania           | 8.      | skok wzwyż                 | 1,91   |
| 1998    | Mistrzostwa ibero-amerykańskie                     | Lizbona           | 2.      | skok wzwyż                 | 1,83   |
| 1998    | Igrzyska Ameryki Południowej                       | Cuenca            | 1.      | skok wzwyż                 | 1,75 = |
| 1999    | Uniwersjada                                        | Palma de Mallorca | 3.      | skok wzwyż                 | 1,93   |
| 1999    | Igrzyska panamerykańskie                           | Winnipeg          | 1.      | skok wzwyż                 | 1,88   |
| 1999    | Mistrzostwa świata                                 | Sewilla           | 15. H   | skok wzwyż                 | 1,85   |
| 2000    | Mistrzostwa ibero-amerykańskie                     | Rio de Janeiro    | 1.      | skok wzwyż                 | 1,87   |
| 2000    | Letnie igrzyska olimpijskie                        | Sydney            | 10. H   | skok wzwyż                 | 1,89   |
| 2001    | Mistrzostwa Ameryki Południowej                    | Manaus            | 1.      | skok wzwyż                 | 1,97   |
| 2003    | Igrzyska panamerykańskie                           | Santo Domingo     | 7.      | skok wzwyż                 | 1,80   |
| 2003    | Mistrzostwa świata                                 | Paryż             | 10. H   | skok wzwyż                 | 1,85   |
| 2004    | Mistrzostwa ibero-amerykańskie                     | Huelva            | 5.      | skok wzwyż                 | 1,86   |
| 2004    | Letnie igrzyska olimpijskie                        | Ateny             | 10. H   | skok wzwyż                 | 1,89   |
| 2005    | Mistrzostwa Ameryki Południowej                    | Cali              | 2.      | skok wzwyż                 | 1,88   |
| 2006    | Mistrzostwa ibero-amerykańskie                     | Ponce             | 4.      | skok wzwyż                 | 1,81   |
| 2006    | Mistrzostwa Ameryki Południowej                    | Tunja             | 2.      | skok wzwyż                 | 1,82   |
| 2006    | Mistrzostwa Ameryki Południowej                    | Tunja             | 5.      | bieg na 100 m przez płotki | 14,79  |
| 2007    | Mistrzostwa Ameryki Południowej                    | São Paulo         | 2.      | skok wzwyż                 | 1,81   |
| 2007    | Igrzyska panamerykańskie                           | Rio de Janeiro    | 8.      | skok wzwyż                 | 1,81   |
| 2008    | Mistrzostwa ibero-amerykańskie                     | Iquique           | 3.      | skok wzwyż                 | 1,83   |
| 2008    | Mistrzostwa ibero-amerykańskie                     | Iquique           | 4.      | trójskok                   | 12,39  |
| 2009    | Mistrzostwa Ameryki Południowej                    | Lima              | 2.      | skok wzwyż                 | 1,85   |
| 2009    | Mistrzostwa Ameryki Południowej                    | Lima              | 6.      | trójskok                   | 12,53  |
| Źródło: |                                                    |                   |         |                            |        |

## Rekordy życiowe
- skok wzwyż – 1,96 (8 września 1997, Oristano)
- skok w dal – 5,85 (15 listopada 2003, Mar del Plata)
- trójskok – 12,59 (12 maja 2007, Castellón)

Źródło: 